# Classic Haribo
El Classic Haribo és una competició ciclista d'un dia que es disputa entre Usès, seu d'una fàbrica de caramels Haribo, i Marsella. La primera edició es va fer el 1994 i va durar fins al 2006. A partir del 2005 va formar part del calendari de l'UCI Europa Tour.
El primer vencedor fou Erik Zabel, mentre que Jaan Kirsipuu, amb tres victòries, és el ciclista que més vegades l'ha guanyat.

## Palmarès
| Any  | Vencedor          | Segon                    | Tercer               |
| ---- | ----------------- | ------------------------ | -------------------- |
| 1994 | Erik Zabel        | Djamolidine Abdoujaparov | Johan Museeuw        |
| 1995 | Giuseppe Citterio | Giovanni Fidanza         | Johan Museeuw        |
| 1996 | Laurent Jalabert  | Gianluca Pianegonda      | Servais Knaven       |
| 1997 | Frédéric Guesdon  | Jaan Kirsipuu            | Simone Zucchi        |
| 1998 | Lauri Aus         | Stuart O'Grady           | Jaan Kirsipuu        |
| 1999 | Stuart O'Grady    | Beat Zberg               | Alexandre Vinokourov |
| 2000 | Jaan Kirsipuu     | Laurent Brochard         | Romāns Vainšteins    |
| 2001 | Hans De Clercq    | Eddy Seigneur            | Paul Van Hyfte       |
| 2002 | Jaan Kirsipuu     | George Hincapie          | Enrico Cassani       |
| 2003 | Jaan Kirsipuu     | Lars Michaelsen          | Max van Heeswijk     |
| 2004 | Thor Hushovd      | Gabriele Balducci        | Sébastien Hinault    |
| 2005 | Gorik Gardeyn     | Lilian Jégou             | Alessandro Ballan    |
| 2006 | Arnaud Coyot      | Thor Hushovd             | Mauro Facci          |